# Harrison Young
Harrison Richard Young (13 de marzo de 1930 - 3 de julio de 2005) fue un actor de cine estadounidense.

## Biografía

### Primeros años
Nacido en Port Huron, Michigan, Young estudio en Harvard y ha tenido una notable carrera en la banca de inversión que abarca más de treinta años. La carrera de Harrison le ha visto hacer negocios en veinte países y ha asesorado a doce gobiernos extranjeros. Él era el director ejecutivo de primer banco de inversión internacional de China, ha sido Director de Banco de Inglaterra, director general de Morgan Stanley Asia, presidente de Morgan Stanley Australia y desde 2007, Director de la Commonwealth Bank of Australia.

### Carrera como actor
Un actor de carácter familiar, Young ha estado en ambas pantallas grandes y pequeñas. Los créditos incluyen The Game, Saving Private Ryan y Las aventuras de Rocky y Bullwinkle, que se reunió con el actor Robert De Niro (Young hizo una aparición no acreditada en el taxi clásico controlador Scorsese-DeNiro en 1973.) También apareció en Children of the Corn IV: The Gathering y House of 1000 Corpses.

## Filmografía
| Año  | Película                               | Papel                | Notas      |
| 1992 | Figura de Cera 2: Perdido en el Tiempo | James Westbourne     | Menor      |
| 1992 | Sueños violentos                       | Padre de Howard      | Menor      |
| 1996 | Children of the Corn IV: The Gathering | Drifter              | Menor      |
| 1997 | The Game                               | Ejecutivo obsequioso | Menor      |
| 1998 | El mes mas cruel                       | Helpful Drunk        | Menor      |
| 1998 | Saving Private Ryan                    | Viejo Ryan           | Menor      |
| 1999 | Blast from the Past                    | Bum                  | Menor      |
| 2000 | The Beach Boys: An American Family     | Buddy Wilson         | Menor      |
| 2000 | Las aventuras de Rocky y Bullwinkle    | General Food         | Menor      |
| 2001 | Pasiones                               | Palmer Harper        | Recurrente |
| 2003 | House of 1000 Corpses                  | Don Willis           | Menor      |
| 2005 | Kiss Kiss Bang Bang                    | Padre de Harmony     | Menor      |

## Libros publicados
- - Parterns: Love Is A Law Unto Itself publicado en España como Partners: el amor es una ley en sí misma